# Lasserre (Górna Garonna)
Lasserre – miejscowość i dawna gmina we Francji, w regionie Oksytania, w departamencie Górna Garonna. W 2013 roku populacja ówczesnej gminy wynosiła 1038 mieszkańców. 
W dniu 1 stycznia 2018 roku z połączenia dwóch ówczesnych gmin – Lasserre oraz Pradère-les-Bourguets – utworzono nową gminę Lasserre-Pradère. Siedzibą gminy została miejscowość Lasserre.